# Yamangito
Yamagito es una localidad peruana ubicada en el distrito de Pacaipampa, perteneciente a la provincia de Ayabaca del departamento de Piura, al norte del Perú.

## Ubicación
Yamagito se ubica al sureste de la provincia de Ayabaca, en el distrito de Pacaipampa, en el departamento de Piura.

## Demografía
En 2017 Yamagito tenía una población de 40 habitantes.